# Вилкупе
Вилкупе (латыш. Vilkupe) — населённый пункт в Екабпилсском крае Латвии. Входит в состав Акнистской волости.
Из достопримечательностей в деревне есть три старых постоялых двора, древняя водяная мельница, фрагменты старого каменного моста через реку, канал Эглона-Сусея постороенный во времена правления герцога Якоба Кетлера. Молокозавод и здания бывшего Совхоза которые в настоящие момент заброшены. В 1 км от центра поселка расположено старое кладбище.
В Вилкупе родился бригадный генерал Войска Польского и полковник Русской императорской армии Казимир Румша, участник Первой мировой войны, Гражданской войны в России (на стороне Белой Армии), Советско-польской войны и Второй мировой войны.